# HD 13305
HD 13305，又名CD-24 921，SAO 167599、HR 630，是一颗恒星，视星等为6.48，位于銀經208.31，銀緯-72.2，其B1900.0坐标为赤經2h 4m 59.9s，赤緯-24° -72.2′ 4″。